# ۲ دسامبر
۲ دسامبر سیصد و سی و ششمین (در سال‌های کبیسه سیصد و سی و هفتمین) روز سال در گاه‌شماری میلادی است. ۲۹ روز تا پایان سال باقی‌است.

## رویدادها
- ۱۸۰۴ - تاجگذاری ناپلئون بناپارت به عنوان امپراتور فرانسه
- ۱۸۰۵ - پیروزی فرانسه در نبرد آوسترلیتس در برابر قوای روسی-اتریشی
- ۱۹۸۸ - بی نظیر بوتو، به عنوان نخستین رئیس‌دولت زن در کشورهای مسلمان، به نخست‌وزیری در پاکستان رسید.
- ۱۹۸۹ - حزب کمونیست مالایا به دنبال امضای پیمان صلح با دولت‌های مالزی و تایلند منحل شد و ۲۱ سال درگیری مسلحانه به پایان رسید.

## زادروزها
- ۱۸۲۵ - پدروی دوم، دومین و واپسین امپراتور برزیل
- ۱۸۵۹ - ژرژ سورا، نقاش فرانسوی و بنیان‌گذار نودریافتگری
- ۱۸۸۵ - جرج مینوت، زیست‌شناس آمریکایی برنده جایزه نوبل فیزیولوژی و پزشکی
- ۱۹۰۱ - رایموندو اورسی، بازیکن فوتبال و اهل ایتالیا
- ۱۹۲۰ - احسان عباس، تاریخ‌نگار، پژوهشگر، ناقد و استاد دانشگاه فلسطینی-اردنی
- ۱۹۲۴ - الکساندر هیگ، وزیر امورخارجه ایالات متحده
- ۱۹۳۰ - گری بکر، اقتصاددان آمریکایی
- ۱۹۵۸ - ولادیمیر پارفنوویچ، ورزشکار رشته قایق‌رانی اهل شوروی
- ۱۹۵۹ - بومان ایرانی، بازیگر هندی
- ۱۹۶۳ - آن پچت، رمان‌نویس آمریکایی
- ۱۹۶۸ - دیوید بتی بازیکن فوتبال اهل انگلستان
- ۱۹۷۱ - فرانچسکو تولدو، بازیکن فوتبال اهل ایتالیا
- ۱۹۷۸ - جیسون کولینز، بازیکن بسکتبال آمریکایی
- ۱۹۷۹ - سبینه بابایوا، خواننده اهل جمهوری آذربایجان
- ۱۹۸۱ - دانیل پرانیچ، بازیکن فوتبال اهل کرواسی
- ۱۹۸۵ - آموری لیویوکس، شناگر اهل فرانسه
- ۱۹۸۶ - تل ویلکنفلد، نوازندهٔ گیتار باس استرالیایی

## درگذشت‌ها
- ۱۵۴۷ - ارنان کورتس، کنکیستادور و سردار اسپانیایی
- ۱۷۷۴ - یوهان فریدریش آگریکولا، آهنگساز، خواننده و آلمانی
- ۱۸۱۴ - مارکی دوساد، نویسنده و فیلسوف فرانسوی
- ۱۸۵۹ - جان براون، مبارز آمریکایی ضد برده‌داری
- ۱۸۸۸ - نامق کمال شاعر عثمانی، نویسنده، اصلاح‌طلب و روزنامه‌نگار ترکیه.
- ۱۹۱۸ - ادمون روستان نویسنده و شاعر اهل فرانسه.
- ۱۹۳۱ - ونسان دندی هنگساز و آموزگار موسیقی فرانسوی.
- ۱۹۶۶ - لویتسن اخبرتوس یان براوئر هنگساز و آموزگار موسیقی فرانسوی.
- ۱۹۶۹ - خودکشی خوسه ماریا آرگداس، رمان‌نویس، شاعر و انسان‌شناس پرویی.
- ۱۹۷۲ - ییپ من اولین استاد (سی‌فو) هنرهای رزمی بود که وینگ‌چون کونگ‌فو را به‌طور عمومی آموزش داد.
- ۱۹۸۰ - رومن گاری نویسنده، فیلم‌نامه‌نویس فرانسوی.
- ۱۹۸۲ - جیووانی فرراری بازیکن فوتبال و اهل ایتالیا.
- ۱۹۸۵ - فیلیپ لارکین شاعر
- ۱۹۸۷ - لوییز اف لیلویر بیوشیمیست آرژانتینی و برنده جایزه نوبل.
- ۱۹۹۳ - پابلو اسکوبار قاچاقچی کلمبیایی مواد مخدر.
- ۲۰۰۶ - ماریسکا فیرس خواننده هلندی.
- ۲۰۰۸ - اودتا خواننده، ترانه‌سرا، گیتاریست، هنرپیشه و فعال اجتماعی و حقوق بشر اهل آمریکا.

## اعیاد
- روز جهانی لغو برده داری[۱]
- روز ملی لائوس
- روز ملی امارات متحده عربی
- روز ارتش در کوبا